# Volvo Car Open 2019 - Qualificazioni singolare
Le qualificazioni del singolare del Volvo Car Open 2019 sono state un torneo di tennis preliminare per accedere alla fase finale della manifestazione. Le vincitrici dell'ultimo turno sono entrate di diritto nel tabellone principale. In caso di ritiro di una o più giocatrici aventi diritto a queste sono subentrate le lucky loser, ossia le giocatrici che hanno perso nell'ultimo turno ma che avevano una classifica più alta rispetto alle altre partecipanti che avevano comunque perso nel turno finale.

## Teste di serie
1. Kateryna Kozlova (qualificata)
2. Astra Sharma (qualificata)
3. Conny Perrin (ultimo turno, lucky loser)
4. Varvara Flink (ultimo turno, ritirata)
5. Tereza Martincová (ultimo turno)
6. Caroline Dolehide (ultimo turno)
7. Bibiane Schoofs (primo turno)
8. Martina Trevisan (qualificata)

1. Magdalena Fręch (qualificata)
2. Francesca Di Lorenzo (qualificata)
3. Sofya Zhuk (primo turno)
4. Lauren Davis (qualificata)
5. Sílvia Soler Espinosa (primo turno)
6. Anna Zaja (primo turno)
7. Sesil Karatantcheva (ultimo turno)
8. Destanee Aiava (qualificata)

## Qualificate
1. Kateryna Kozlova
2. Astra Sharma
3. Magdalena Fręch
4. Lauren Davis

1. Destanee Aiava
2. Nadežda Kičenok
3. Francesca Di Lorenzo
4. Martina Trevisan

### Lucky loser
1. Conny Perrin

## Tabellone

### Legenda
| - Q = Qualificato - WC = Wild card - LL = Lucky loser | - ALT = Alternate - SE = Special Exempt - PR = Protected Ranking | - w/o = Walkover - r = Ritirato - d = Squalificato |

### Sezione 1
|  | Primo turno | Primo turno           | Primo turno      | Primo turno | Primo turno |  |  | Ultimo turno | Ultimo turno     | Ultimo turno     | Ultimo turno | Ultimo turno |  |
|  |             |                       |                  |             |             |  |  |              |                  |                  |              |              |  |
|  | 1           | Kateryna Kozlova      | Kateryna Kozlova | 6           | 6           |  |  |              |                  |                  |              |              |  |
|  | WC          | Jasmin Jebawy         | Jasmin Jebawy    | 1           | 1           |  |  | 1            | Kateryna Kozlova | Kateryna Kozlova | 6            | 6            |  |
|  |             | Nicole Melichar       | 64               | 7           | 6           |  |  |              | Nicole Melichar  | Nicole Melichar  | 1            | 3            |  |
|  | 13          | Sílvia Soler Espinosa | 7                | 64          | 3           |  |  |              |                  |                  |              |              |  |

### Sezione 2
|  | Primo turno | Primo turno    | Primo turno    | Primo turno | Primo turno |  |  | Ultimo turno | Ultimo turno | Ultimo turno | Ultimo turno | Ultimo turno |  |
|  |             |                |                |             |             |  |  |              |              |              |              |              |  |
|  | 2           | Astra Sharma   | Astra Sharma   | 6           | 6           |  |  |              |              |              |              |              |  |
|  |             | Andreja Klepač | Andreja Klepač | 2           | 2           |  |  | 2            | Astra Sharma | 6            | 3            | 6            |  |
|  |             | Shūko Aoyama   | Shūko Aoyama   | 7           | 6           |  |  |              | Shūko Aoyama | 4            | 6            | 1            |  |
|  | 14          | Anna Zaja      | Anna Zaja      | 62          | 4           |  |  |              |              |              |              |              |  |

### Sezione 3
|  | Primo turno | Primo turno     | Primo turno     | Primo turno | Primo turno |  |  | Ultimo turno | Ultimo turno    | Ultimo turno    | Ultimo turno | Ultimo turno |  |
|  |             |                 |                 |             |             |  |  |              |                 |                 |              |              |  |
|  | 3           | Conny Perrin    | Conny Perrin    | 6           | 6           |  |  |              |                 |                 |              |              |  |
|  | WC          | Kennedy Shaffer | Kennedy Shaffer | 0           | 1           |  |  | 3            | Conny Perrin    | Conny Perrin    | 4            | 1            |  |
|  |             | Ulrikke Eikeri  | 6               | 2           | 1           |  |  | 9            | Magdalena Fręch | Magdalena Fręch | 6            | 6            |  |
|  | 9           | Magdalena Fręch | 3               | 6           | 6           |  |  |              |                 |                 |              |              |  |

### Sezione 4
|  | Primo turno | Primo turno      | Primo turno      | Primo turno | Primo turno |  |  | Ultimo turno | Ultimo turno  | Ultimo turno  | Ultimo turno  | Ultimo turno |  |
|  |             |                  |                  |             |             |  |  |              |               |               |               |              |  |
|  | 4           | Varvara Flink    | Varvara Flink    | 6           | 7           |  |  |              |               |               |               |              |  |
|  |             | Alicja Rosolska  | Alicja Rosolska  | 2           | 64          |  |  | 4            | Varvara Flink | Varvara Flink | Varvara Flink |              |  |
|  |             | Ljudmyla Kičenok | Ljudmyla Kičenok | 62          | 0           |  |  | 12           | Lauren Davis  | Lauren Davis  | Lauren Davis  | w/o          |  |
|  | 12          | Lauren Davis     | Lauren Davis     | 7           | 6           |  |  |              |               |               |               |              |  |

### Sezione 5
|  | Primo turno | Primo turno       | Primo turno       | Primo turno | Primo turno |  |  | Ultimo turno | Ultimo turno      | Ultimo turno      | Ultimo turno | Ultimo turno |  |
|  |             |                   |                   |             |             |  |  |              |                   |                   |              |              |  |
|  | 5           | Tereza Martincová | Tereza Martincová | 6           | 7           |  |  |              |                   |                   |              |              |  |
|  |             | Lucie Hradecká    | Lucie Hradecká    | 0           | 5           |  |  | 5            | Tereza Martincová | Tereza Martincová | 3            | 1            |  |
|  |             | Abigail Spears    | 2                 | 6           | 3           |  |  | 16           | Destanee Aiava    | Destanee Aiava    | 6            | 6            |  |
|  | 16          | Destanee Aiava    | 6                 | 1           | 6           |  |  |              |                   |                   |              |              |  |

### Sezione 6
|  | Primo turno | Primo turno       | Primo turno       | Primo turno | Primo turno |  |  | Ultimo turno | Ultimo turno      | Ultimo turno | Ultimo turno | Ultimo turno |  |
|  |             |                   |                   |             |             |  |  |              |                   |              |              |              |  |
|  | 6           | Caroline Dolehide | Caroline Dolehide | 6           | 6           |  |  |              |                   |              |              |              |  |
|  |             | Lidzija Marozava  | Lidzija Marozava  | 2           | 3           |  |  | 6            | Caroline Dolehide | 63           | 6            | 610          |  |
|  |             | Nadežda Kičenok   | Nadežda Kičenok   | 7           | 6           |  |  |              | Nadežda Kičenok   | 7            | 4            | 7            |  |
|  | 11          | Sofya Zhuk        | Sofya Zhuk        | 63          | 3           |  |  |              |                   |              |              |              |  |

### Sezione 7
|  | Primo turno | Primo turno          | Primo turno          | Primo turno | Primo turno |  |  | Ultimo turno | Ultimo turno         | Ultimo turno         | Ultimo turno | Ultimo turno |  |
|  |             |                      |                      |             |             |  |  |              |                      |                      |              |              |  |
|  | 7           | Bibiane Schoofs      | 5                    | 7           | 3           |  |  |              |                      |                      |              |              |  |
|  |             | Kayla Day            | 7                    | 6(1)        | 6           |  |  |              | Kayla Day            | Kayla Day            | 4            | 4            |  |
|  | WC          | Jessica Ho           | Jessica Ho           | 3           | 3           |  |  | 10           | Francesca Di Lorenzo | Francesca Di Lorenzo | 6            | 6            |  |
|  | 10          | Francesca Di Lorenzo | Francesca Di Lorenzo | 6           | 6           |  |  |              |                      |                      |              |              |  |

### Sezione 8
|  | Primo turno | Primo turno         | Primo turno         | Primo turno | Primo turno |  |  | Ultimo turno | Ultimo turno        | Ultimo turno        | Ultimo turno | Ultimo turno |  |
|  |             |                     |                     |             |             |  |  |              |                     |                     |              |              |  |
|  | 8           | Martina Trevisan    | Martina Trevisan    | 6           | 7           |  |  |              |                     |                     |              |              |  |
|  |             | Caty McNally        | Caty McNally        | 3           | 5           |  |  | 8            | Martina Trevisan    | Martina Trevisan    | 6            | 6            |  |
|  |             | Darija Jurak        | Darija Jurak        | 2           | 2           |  |  | 15           | Sesil Karatantcheva | Sesil Karatantcheva | 2            | 3            |  |
|  | 15          | Sesil Karatantcheva | Sesil Karatantcheva | 6           | 6           |  |  |              |                     |                     |              |              |  |